# George Fletcher Bass

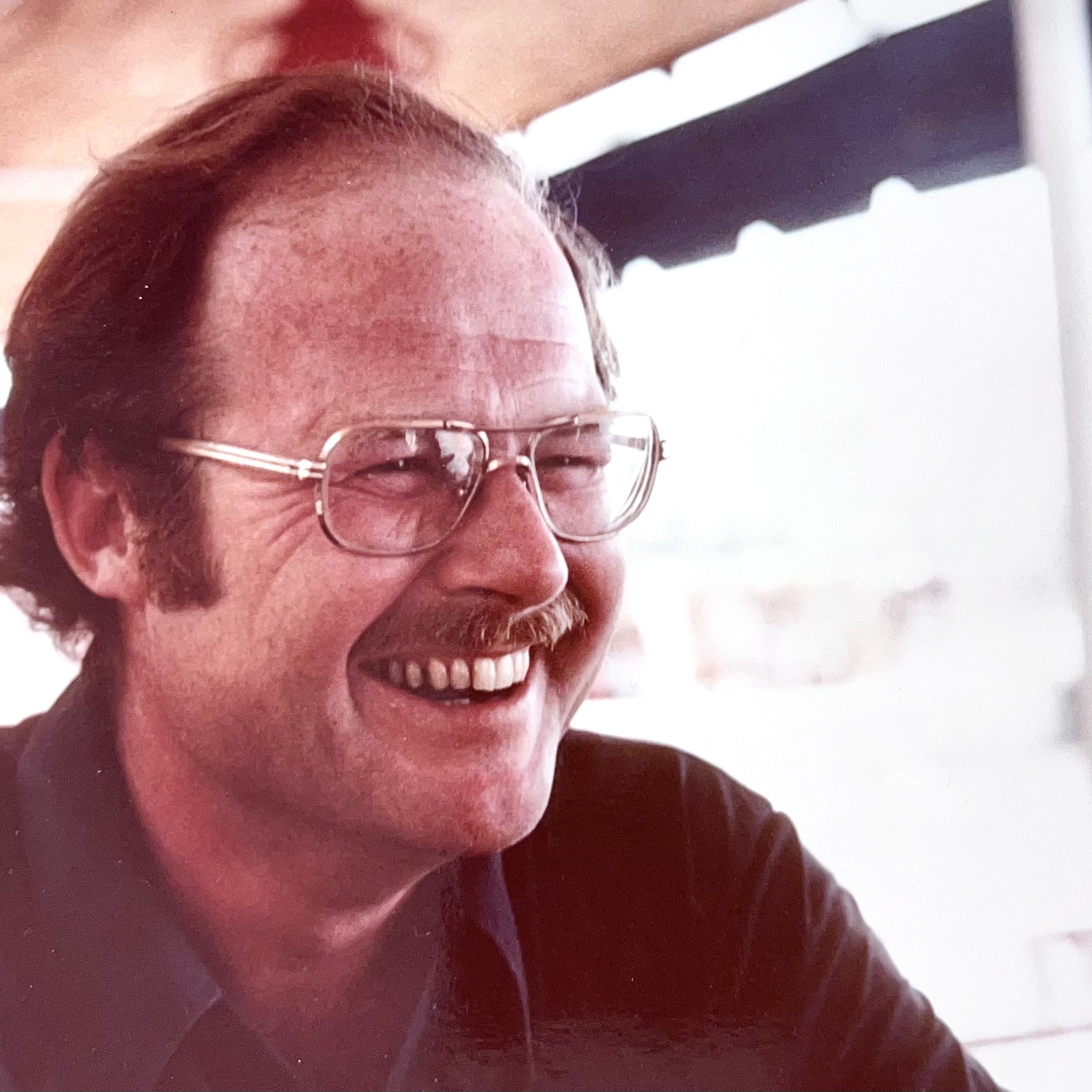
George Fletcher Bass

George Fletcher Bass (* 9. Dezember 1932 in Columbia, South Carolina; † 2. März 2021 in College Station, Texas) war ein amerikanischer Unterwasserarchäologe.

## Leben und Werk
Bass galt allgemein als der Entwickler der maritimen Archäologie. Er arbeitete ab Anfang der 1960er-Jahre unter anderem im Mittelmeer.
Seine erste Ausgrabung unter Wasser war die eines Bootes am Kap Gelydonia (Kilidonia Burun), ein Wrack aus der Bronzezeit, das 1959 zum ersten Mal von dem amerikanischen Journalisten Peter Throckmorton beschrieben wurde, der das Wrack durch den türkischen Schwammtaucher Kemal Aras kennengelernt hatte. Throckmorton überzeugte den angehenden Archäologen, dass die Unterwasserarchäologie nach denselben Standards wie die terrestrische Archäologie betrieben werden müsse. 1960 führten beide die Ausgrabung am Kap Gelydonia durch.
Die Arbeiten wurden 1961 in Yassiada, einem antiken römischen Hafen bei Bodrum, an zwei byzantinischen Wracks fortgeführt, wo unter Mitwirkung des Deutschen Waldemar Illing sehr viele heute als Standard geltende Techniken der Unterwasser-Archäologie entwickelt wurden. Der von Claude Duthuit mit Jean Jaques Flori gedrehte Film zeigt diese Anfänge eindrucksvoll.
Eine spätere Bergung war die des Schiffs von Uluburun. Er war Professor für „Nautical Archaeology“ an der Texas A&M University.

## Auszeichnungen und Ehrungen
- Goldmedaille des Archaeological Institute of America für besondere Archäologische Leistungen (1986)
- The Explorers Club Lowell Thomas Auszeichnung
- National Geographic Society La Gorce Goldmedaille
- J. C. Harrington Medaille der Society for Historical Archaeology
- Ehrendoktor der Boğaziçi Üniversitesi in Istanbul
- Ehrendoktor der University of Liverpool
- Mitglied der American Philosophical Society (1989)[2]
- National Medal of Science (2001). Sie wurde durch den Präsidenten George W. Bush im Weißen Haus am 12. Juni 2002 überreicht.
- Mitglied der American Academy of Arts and Sciences (2012)[3]

## Veröffentlichungen
- Archaeology Under Water. Praeger, New York 1966.
  - deutsch: Archäologie unter Wasser. Lübbe, Bergisch Gladbach 1966.
- Cape Gelidonya: a Bronze Age Shipwreck. American Philosophical Society, Philadelphia 1967.
- mit Donald M. Rosencrantz: A diversified program for the study of shallow water searching and mapping techniques. United States Dept. of Navy, Office of Naval Research; University of Pennsylvania, University Museum (Philadelphia, Pa.: The University Museum, University of Pennsylvania, 1968)
- New tools for undersea archeology. Band 134, Nr. 3, September 1968. (Washington, D.C. : National Geographic Society, ©1968)
- A History of Seafaring Based on Underwater Archaeology. Walker, New York 1972, ISBN 0-8027-0390-9.
- Geschiedenis van de scheepvaart weerspiegeld in de scheepsarcheologie by George Fletcher Bass (Bussum : Unieboek, 1973), ISBN 90-228-1908-6
- Navi e Civiltà : Archeologia Marina by George Fletcher Bass (Milano : Fratelli Fabri, 1974)
- Archaeology Beneath the Sea by George Fletcher Bass (New York : Walker, 1975), ISBN 0-8027-0477-8
- Glass treasure from the Aegean by George Fletcher Bass (Washington: National Geographic Society, 1978) * Marine archaeology: a misunderstood science by George Fletcher Bass (Chicago and London: The University of Chicago Press, ©1980)
- Tesori in fondo al mare by George Fletcher Bass (Milano: Sonzogno, 1981)
- Yassi Ada by George Fletcher Bass and Frederick H Van Doorninck (College Station : Published with the cooperation of the Institute of Nautical Archaeology by Texas A&M University Press, ©1982), ISBN 0-89096-063-1
- Ships and Shipwrecks of the Americas: a history based on underwater archaeology by George Fletcher Bass (New York, N.Y. : Thames and Hudson, 1988), ISBN 0-500-05049-X
- Beneath the wine dark sea : nautical archaeology and the Phoenicains of the Odyssey by George F Bass
- Shipwrecks in the Bodrum Museum of Underwater Archaeology by George Fletcher Bass and Bodrum Sualtı Arkeoloji Müzesi (Bodrum : Museum of Underwater Archaeology, 1996), ISBN 975-17-1605-5
- Serce Limani, vol. 1: the ship and its anchorage, crew, and passengers by George Fletcher Bass and others (College Station: Published with the cooperation of the Institute of Nautical Archaeology by Texas A&M University Press, 2004), ISBN 0-89096-947-7
- Beneath the Seven Seas : Adventures with the Institute of Nautical Archaeology by George Fletcher Bass (London : Thames & Hudson, 2005), ISBN 0-500-05136-4
- George F. Bass (Hrsg.): Die Tiefe. Versunkene Schätze auf dem Meeresgrund. Aus dem amerikanischen Englisch von Thorsten Schmidt, Herbig Verlag, München 2006, ISBN 978-3-7766-2483-0